# Tour des Baldovinetti
La tour Baldovinetti est une ancienne tour médiévale du centre de Florence, située à Borgo Santi Apostoli au coin de la via Por Santa Maria. 

## Histoire et architecture
La tour, probablement construite au XIIe siècle, appartenait aux comtes Guidi, qui possédaient de nombreux bâtiments dans la zone et qui ont vendu toutes leurs propriétés au cours du XIVe siècle. Les Baldovinetti ont acheté cette tour et vers la fin du XIVe siècle, ils l'ont incorporée dans un palais familial, qui a maintenant disparu. La tour a cependant été maintenue à des fins défensives. Avant la percée du XIIIe siècle, elle était couronnée de créneaux et dépassait quelques étages. Le membre le plus célèbre de la famille Baldovinetti a été le peintre Alesso Baldovinetti. 
À l'été 1944, grâce à sa position arrière et à sa maçonnerie massive, ce fut l'une des rares structures à résister aux mines allemandes qui détruisirent les accès au Ponte Vecchio. La résistance du bâtiment était tout à fait possible parce qu'il y avait des fenêtres, mais conserve encore les ouvertures plus anciennes en forme d'embrasure (architecture)s. 
Au rez-de-chaussée, le portail est surmonté d'une arche à double anneau, c'est-à-dire formée de deux arcs superposés, l'un très bas et l'autre plus haut. 
Elle appartient aujourd'hui à des particuliers. 

## Autres images

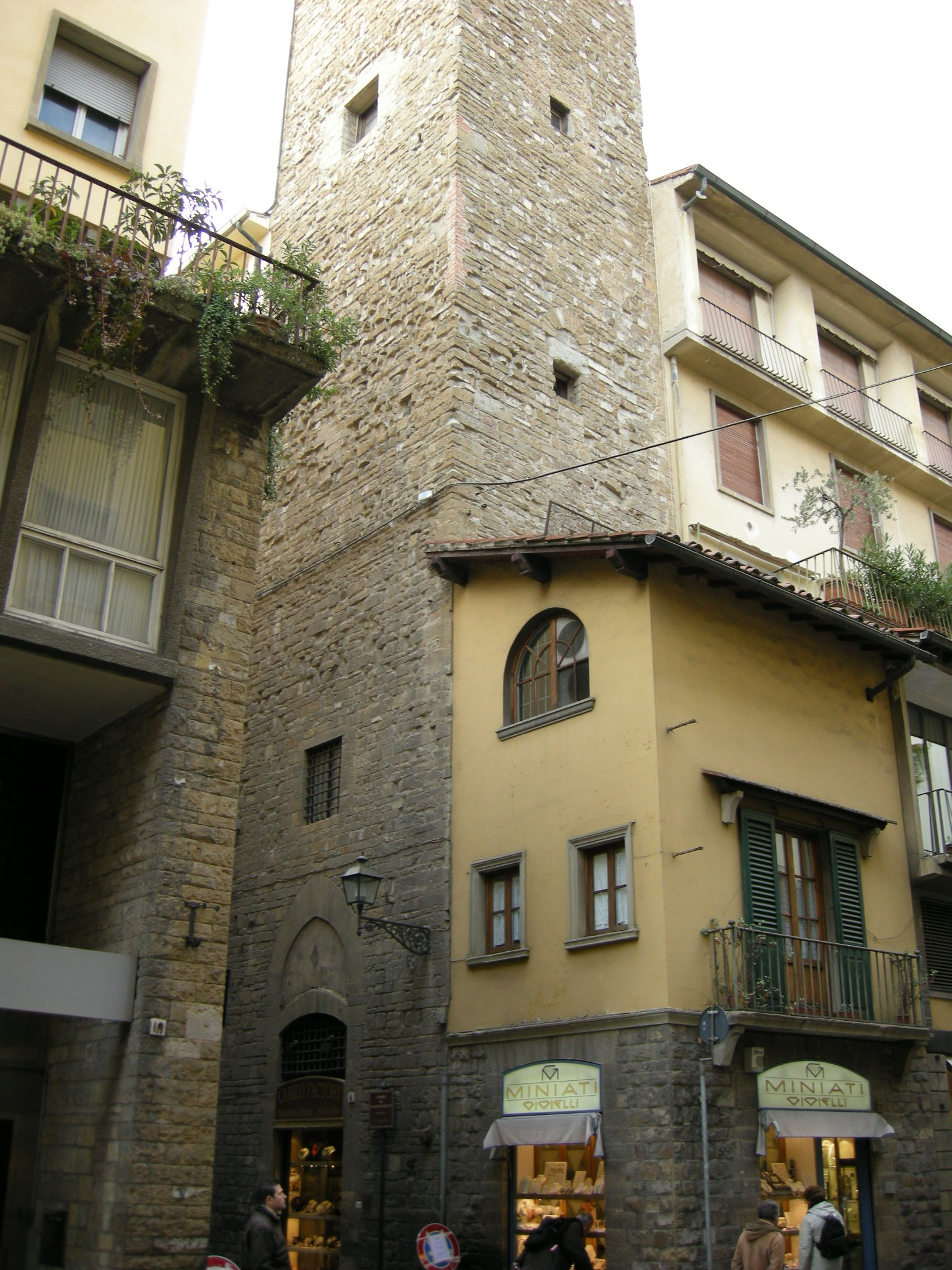
La base
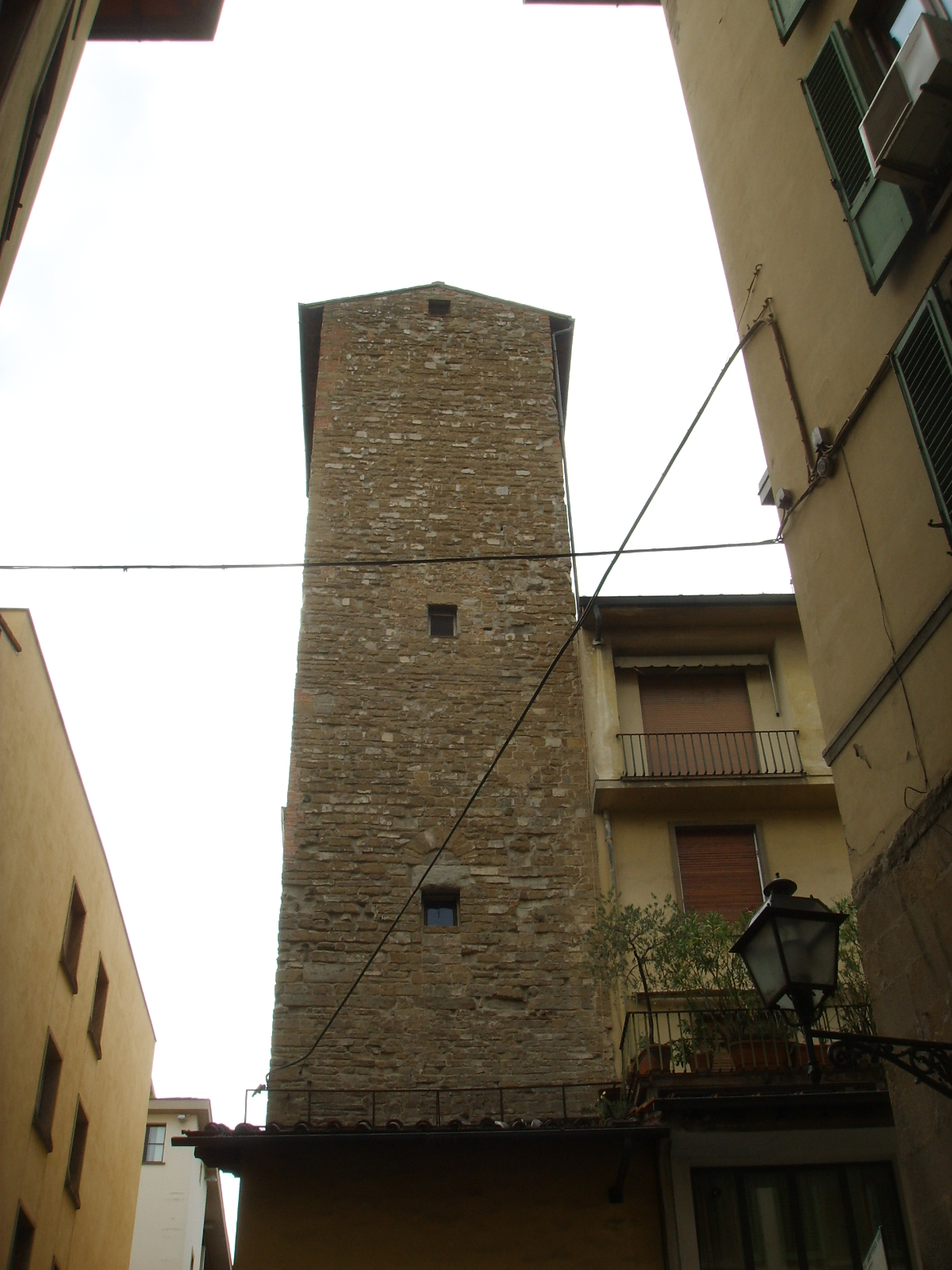
Vue depuis via Lambertesca
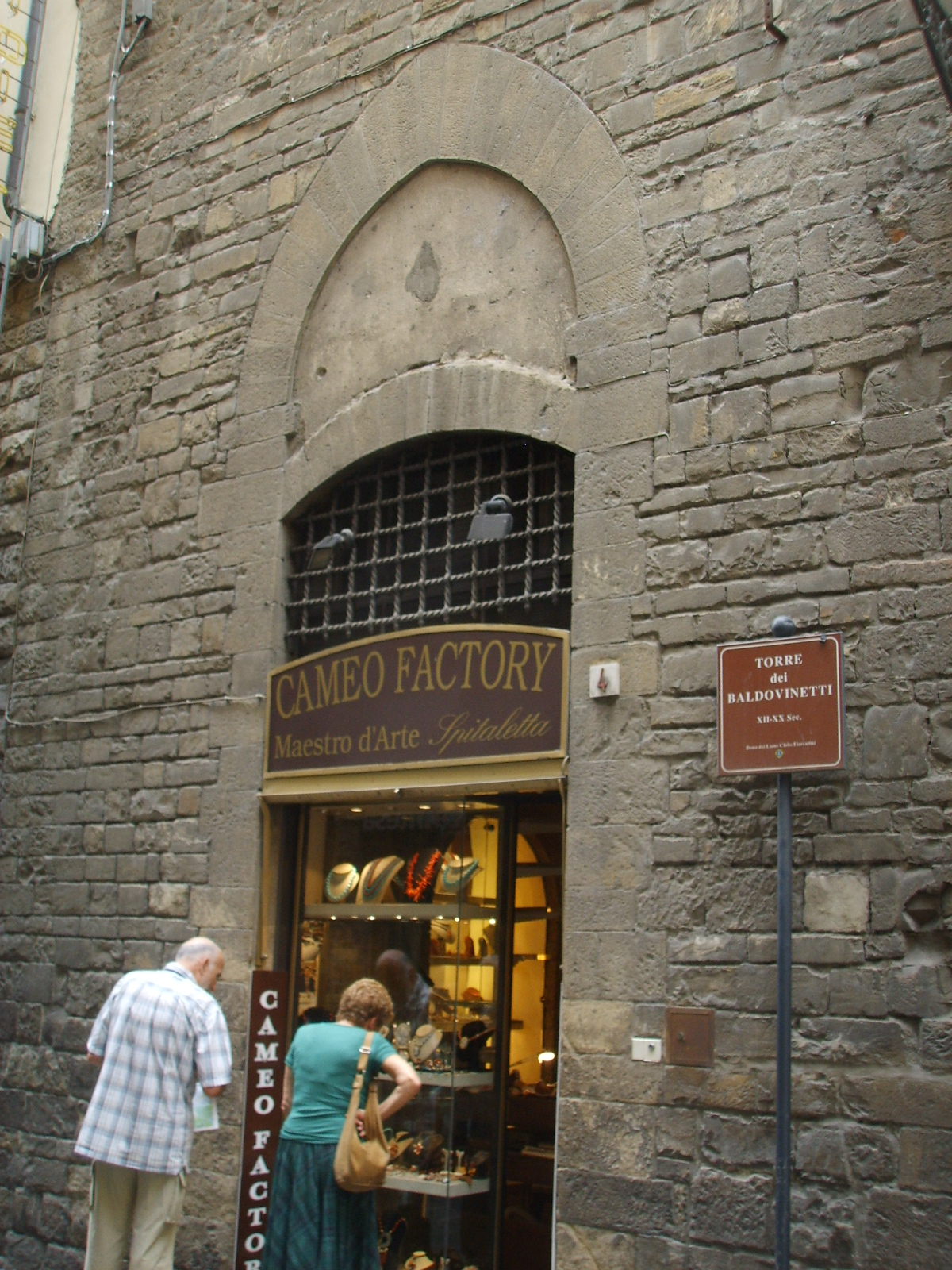
Le portail

## Articles associés
- Palais Baldovinetti